# 異世界魔王と召喚少女の奴隷魔術
『異世界魔王と召喚少女の奴隷魔術』（いせかいまおうとしょうかんしょうじょのどれいまじゅつ）は、むらさきゆきやによる日本のライトノベルおよびそれを原作とするメディアミックス作品。イラストは鶴崎貴大が担当している。略称は「異世界魔王」。講談社ラノベ文庫（講談社）より2014年12月から刊行されている。2025年8月時点でシリーズ累計部数は400万部を記録している。

## あらすじ
『クロスレヴェリ』というMMORPGにて、魔王と恐れられていたプレイヤーディアヴロこと坂本拓真はある日、眠りから覚めると見慣れない場所におり、目の前にいた2人の少女に召喚獣として召喚される。そして隷従の儀式として2人にキスされるが、ゲーム内で所持していた「魔王の指輪」の効果により、その効果が反射して逆に2人を従えることになってしまう。絶望的にコミュニケーションが苦手な拓真は、MMORPGで振る舞っていた魔王の言動を駆使しつつ、魔王ディアヴロとして異世界での生活を送ることとなる。

## 登場人物

### 主要人物
ディアヴロ
声 - 水中雅章、内村史子（坂本拓真〈幼少期〉）
本作の主人公。本名は坂本拓真（さかもとたくま）。MMORPGクロスレヴェリで圧倒的な強さを誇っていたところ、気づいたときにはゲーム内の姿で異世界に召喚されてしまう。MMORPGクロスレヴェリにおけるアカウント名は「＠Diablo-13」であり、このアカウント名から「ディアヴロ」と名乗っている。
レベルは150だが、物語の途中でそれを上回ったことを自覚し始めている。ただしクロスレヴェリではレベルに上限があり、それを特定のNPCと係わる事で開放していくシステムだった為、上限に達していると思っている。
異世界ではあまり浸透していない多数の元素魔術を操り、またレベルも圧倒的に高いため生半可な攻撃は一切通らない。魔術に対しては装備しているアイテムの効力で反射してしまうため、作中では1度を除いて負け無しを誇る。
ゲーム時や序盤の攻撃手段は魔術のみだったが、剣聖との勝負での敗北を受け、これが現実である事を痛感した後、自身の知識で剣術のレベルを上げる事で、レベルを上げられるのは一つしかないというゲームでの概念を打ち破った。
現実世界ではゲームに熱中する引きこもりで、他人と、特に異性との会話がおぼつかない、いわゆる「コミュ障」な性格であり、素の自分では人とまともに会話できないため、異世界に召喚されてからは魔王ロールプレイで乗り切っている。その性格のせいか、男女のカップルを嫌悪しており、特に睦み合う姿を目撃した際は凄まじい怒りを露わにする。内心はともかく表面的には“魔王”になりきって尊大な口調で会話することで自分を隠しているが、自身の癖のせいでシェラとレムに半ばバレている。
なお、頭の角はただの飾りであり、取り外し可能。シェラとレムとは一応夫婦となっており、第一王女であるシェラの夫となった為、グリーンウッド王国の国王となっている。
シェラ・L・グリーンウッド
声 - 芹澤優
本作のヒロインの一人。エルフの少女。スレンダーな種族であるエルフにしては珍しく胸が大きい。訳あって召喚士を目指している。レベルは物語開始時点で召喚士30、射手としては、幼少期でレベル40。現在は90以上。
初めて行った召喚でレムと共にディアヴロを召喚した。
その正体はエルフの国グリーンウッド王国の第一王女。しかし王家の血を引く兄との間に子を残さなければならず、それに反発する形で国を出奔している。
弓の腕が極めて高いが、召喚師を目指す本人としては興味がなく指摘されると微妙な表情をするが、多少は弓の方が強い事には自覚を持っている。ディアヴロとの冒険でレベル不足を言い訳に悠長な事を言ってられない状況が続いた為、弓での戦闘もこなすようになった。しかし、接近されるとすくんでしまい、極端に弱い。
レム・ガレウ
声 - 和氣あず未
本作のヒロインの一人。豹人族の少女。とある目的から「強さを示し続ける」ために冒険者を目指している。レベルは物語開始時点で召喚士40。ガレウ家のガド一門は拳聖の家系であり、彼女もそれを継承していて一門の中では師範代の叔母以外に並ぶものがいないほど。拳士としては80以上。
7体の召喚獣と契約している。
実は先祖代々魔王の魂を体内に封じられ、レム自身も母親からそれを継承しており、それに打ち勝つ方法を模索していた。ディアヴロを召喚したのもそのため。非常に高い拳士レベルを持ちながら召喚術士として戦っているのも万が一にも死ぬわけにはいかないというこの理由のため。後にエデルガルトの手を借りて魔王を取り出した。それでもまだ一部が残っており、ダークエルフの里に伝わる儀式魔術で残りも取り出された。
ロゼ
声 - 古賀葵
ディアヴロが所有している魔導機メイド。MMORPGクロスレヴェリでディアヴロが創造したダンジョンの最下層の守護をしていた。
ゲーム内ではただ掃除しながら徘徊するAIでしかなく戦闘能力は持っていなかったが、こちらの世界では自我を持ち、自立して行動することが可能になっている。戦闘能力もすさまじく、レベル100以上の聖騎士ゲイバルトを倒したラージブラックドラゴンを得意の魔導機兵（マギマティックソル）で一撃で倒すほど強い。レベルにすれば戦士系150に相当する。
ダンジョンを自ら攻略したディアブロに対して当初は主とは理解していなかったが、ディアブロから正式なアカウント名である「＠Diablo-13」を告げられると自分の主と理解した。
主であるディアヴロのことが大好きで、妄想が激しい。警戒心が強く、レムやシェラにも最初はケンカ腰だった。
魔力を燃料に駆動しており、ディアブロの傍にいることで魔力のチャージを行うほか、魔力が枯渇した場合「スピードチャージ」という魔力を直接注入する方法をとる。テレビアニメ版では腰部にある4つの穴に指を入れて注入を行っていた。
彼女の使う魔導機兵はゲルメド帝国においては適合者が見つかる前に機械に搭載されて運用されていて、現在は旧式化している「黒のゼロノス」であるという。

### 辺境都市ファルトラ
セレスティーヌ・ボードレール
声 - 千本木彩花
ファルトラ魔術師協会の長の女性。物腰がやわらかい性格をしている。魔族の脅威から街を守る結界を常に張っており、ファルトラ市の外に出ることができないが本人はそれでもと言って自ら選んだ。
レムがその身に『魔王クレブスクルム』の魂を封じられていることを知っているが、レムを家族のように思いやっている。
ガラク
声 - 内匠靖明
セレスティーヌの護衛の男性。召喚士。気に入らない人の話は聞かない性格をしており、苛烈な亜人差別をしている。ディアヴロの「レムを解放する手段が分からない」と言ったのを聞いておきながら「レムを捕えてセレスティーヌに暴言を吐くな」と言う、酔って部下と共にディアヴロに召喚獣で襲い掛かり、周囲に人族が自分しかいないにも関わらず「亜人は頭が悪い」と叫ぶといったことをするなど、かなり横暴な性格。
魔術師教会の名を勝手に使ったことで解雇されたのち、魔族のグレゴールに唆され、街中でグレゴールが化けた短剣を自身の身体に突き刺して絶命し、死体をグレゴールに乗っ取られた。
エミール・ビュシェルベルジェール
声 - 置鮎龍太郎
剣士の男性。協会一の戦士。初登場時点でレベル50。女性好きで「女性の味方であり、女性の味方の味方でもある」というややこしいことを公言している。
協会一の怪力騎士を名乗っている。目立った強さをアピールする場面こそ無いものの、愚直で一生懸命なスタンスは人々から好感を持たれている。
ディアヴロに対しては初対面でこそシェラとレムを奴隷にしているとの誤解からトラブルになるが、その後は「最初から良い奴だ」と断言するほどの理解者となり、魔族グレゴールを足止めしてディアヴロの帰還までレムとセレスティーヌを守り抜く。仲間の治療術師を引き連れて聖騎士サドラーに致命傷を負わされたレムのもとに駆けつけるなど、幾度もディアヴロ一行に貢献している。
魔族グレゴールに破れた際に自身の実力不足を悟ったため、剣聖グラハムに教えを請うべく1人で諸国を回り、見聞を広めている。
シルヴィ
声 - 大久保瑠美
ファルトラ冒険者協会会長の女性。補助魔術に長けた魔術師。
グラスウォーカー（後述）の種族的特性ゆえに子供体形だが、着ている衣服は布地の面積が極めて少ない過激なもの。
補助魔術以外に戦闘方法を隠しているらしいが、その実力は不明。
チェスター・レイ・ガルフォード
声 - 大塚明夫
ファルトラ市の領主の壮年の男性。階級は中将。
人族の限界を突破しており、2巻の時点で最低でも120レベル。
初めてディアヴロに手傷を負わせた人族であり、30年前の戦争でも八面六臂の活躍をした。
戦いを愉しまず、常に奥の手を隠し、最小の手で最大の利益を得られることを狙う。
メディオス
声 - 大原さやか
奴隷屋《親愛なる旅人館》の店主の美人の女性。種族は人間。
魔力の流れを見る力があり、訓練によってセレスティーヌより3日早く見ることができるようになった。
メイ
声 - 森嶋優花
ディアヴロ達が泊まっている宿《安心亭》の看板娘。
時折語尾に☆をつけて喋るキャラだが、怒ると怖い。
魔族が相手でも大金を積まれると黙る、強かなキャラ。クルムとエデルガルトが町で暮らすための化粧役も引き受けている。

### グリーンウッド王国
キイラ・L・グリーンウッド
声 - 石田彰
王国の王子でありシェラの兄。容姿こそ整っているものの、シェラとは性格があまりにも乖離しており、彼女に対して歪んだ感情を持つ。
シェラが生まれる前に優秀だった兄を喪っており、それが原因でかなり破綻した性格になっている。
長い時間を掛けて魔道具によってシェラを洗脳しており、勝手に王国の名を用いシェラを誘拐するも、ディアヴロによって看破される。切り札の召喚獣も打ち倒され、逃走した所をガルフォードによって首をはねられ死亡した。
セルシオ
声 - 小林竜之
王国の戦士の一人。中性的な見た目であり、初見では女性と見紛われるほどの美貌。
エルフの精鋭部隊の長として2度ディアヴロと対面している。エルフの王から至宝である『突風の矢』を賜っており、ディアヴロに放っているが、レベル差で有効なダメージを与えられなかった。
王妃
シェラの母。シェラ同様に楽天的かつ容姿端麗だが胸は平ら。
夫である国王が死去してしまったため、シェラには国へ戻り王妃の座に落ち着いてもらうことを望んでいる。
ドュランゴ
豚面のエルフの男性。王妃の決めたシェラの結婚相手。長くグリーンウッド王の側近を務めており、政治や経済に通じている。武芸も達者でグリーンウッドの民からの信頼も厚い。実は極度の貧乳の女性好き。
その有能さからシェラと婚約が決まるものの、自身の女性の趣味としてはシェラは対象外だったため、わざとシェラに嫌われるように気持ち悪い言動をしていた。だが、それもディアヴロによって看破された。
形式上、エルフの王となったディアヴロが不在の際、国を任されて運営している。

### ジルコンタワー市
ファニス・ラムニテス
声 - 赤﨑千夏
ジルコンタワー領主で《魔銃使い》（マギガンナー）の女性。
飛翔魔術を付与する赤いマントのレアアイテム《深紅の翼》を装備し、戦闘の腕も一流。
4巻より登場し、聖騎士達が町で幅を利かせている事（というより現王の協会に対する政策）に良い顔をせず、「詐欺師」と呼んで対立している。一人称は「余」、二人称が「汝」等、領主というより王のように振る舞っている。
旧魔王領にあって治安の悪いジルコンタワーを統治し続けていたが、バナクテス率いる魔族の襲撃後はファルトラに退去している。9巻ではモディナラームを相手にガルフォード達と共同戦線を組んだ。
バナクテスをディアブロが倒した際は、ハニートラップを用いて自分の手元に置こうと画策したが失敗。しかし諦めてはおらず、事あるごとにその旨を口にしている。
ホルン
声 - 内村史子
グラスウォーカーの少年。一人称は「オレ」で《探索者》（シーカー）。
ダンジョンに潜るとあるパーティの一員だったが、レベルが低く不当な扱いを受けていた。しかしディアヴロと出会い、その運命は変わって行く。
実は本当の性別は女。「オレ」の一人称は演技であり、本来は「ウチ」。両親が蒸発し、2人の妹がいる。ダンジョンの攻略中川に転落し、ディアブロがそれを救出し濡れた体を乾かすため服を脱がしたところ発覚した。
実力の低さ故にディアヴロ達について行って足を引っ張っている事を悩んでいたが、ある契約を結んだ事で6巻ではディアヴロに行動をさせる切っ掛けを作った。
後に魔術師として学び舎で学ぶべく、パーティを離脱した。
バドゥタ
声 - 山路和弘
ジルコンタワーの教会の責任者とも言える壮年の男。胸元まで伸びた顎鬚を蓄えており、ディアヴロの印象は「ガルフォードが厳格な教師ならバドゥタは頑固な上司」。
ルマキーナがその厳正さを頼りにする程に人徳がある男だったのだが、実はラムニテスを秘密裏に殺害するため、“告死病”という呪いを魔族に教わり、ジルコンタワーに蔓延させていた。また権力や解呪のための寄付金目当てに、乱交による大規模な呪術を執り行い、水源を汚染していた。
最低でもレベル130という類稀な高レベルであり、部下からは「親分」と呼ばれ、横暴さの原因にもなっている。常に万全の準備を施し、相手を策に陥れる智将。本人曰く「能力や装備に頼っていては若造」。
ディアヴロを首の皮一枚までに追いつめた猛者だが、ディアヴロの捨て身の策を前に敗死し瓦礫の下敷きになった。
シーリュー
声 - 日野まり
バドゥタの屋敷に勤めるメイド長。しかし実態は呪いの原液を作る副官のような立ち位置の女。
捉えたレムとルマキーナを淫猥な道に引き込もうとしたり人質にしてディアヴロの動きを封じにかかるが、クルムの加護を得たシェラの弓で石化。バドゥタ共々、地下に埋もれた。
豹人族の冒険者
ホルンの所属していたパーティのリーダーでレベル80の男の冒険者。とは言え「仲間がモンスターを押さえつけてトドメを自分が刺す」という方法でレベル80になったため、実際の実力はもっと弱いと思われる。
すぐ暴力沙汰に訴える不良といった印象であり、ホルンに対してレベル差を笠に着て高圧的に接する。5巻のエンディングでは裏でレム達に強盗と強姦を企み、詰め寄ったホルンに対しても同様の事を狙うが、割り込んだディアヴロによって仲間共々氷漬けにされた。
ババロン
声 - 藤田茜
ディアヴロが創造したダンジョンにあった聖杯に宿る女神。対価によってレベルアップさせてくれる力を持つ。何故か女子高生の制服の様な服装を着ており、ギャルのような言動を行う。

### カリュティナ市
ソラミ・ガレウ
レムの伯母で拳聖。

### 王都セヴンウォール
ダルーシュ・サンドロス
声 - 田尻浩章
6代目のリフェリア王。男性。伝統や格式を嫌い、そのようなしきたりを廃したがっているが、肝心の政治能力は無きに等しく、ほぼ家臣に任せきりにしている。
戦闘指揮能力もないのか、ゲルメド帝国との戦争でも全く戦況を把握できておらず、トゥアハの魔導機兵に乗り込まれて名乗りをあげている間にあっさり切り捨てられて崩御した。
アリシア・クリステラ
声 - 原由実
国家騎士の女性。腰まで届く赤い髪と、眼鏡が特徴。エルフの国との戦争を避けるため、王都から派遣されている。
魔族であるエデルガルトと繋がっており、《識別魔術》を彼女から教わっており、レムの中に魔王クレブスクルムの魂があるかもしれないと推測した。自身も含めた人族を醜いと思っており、美しい魔族だけの世界になるのを望んでいる。言わば、魔王崇拝者。レムから蘇った魔王クレブスクルムの復活には心を踊らせていたが、なぜかクレブスクルムから人族は殺さないという耳を疑う言葉にショックを受けてしまう。しかし人族の崩壊という願いは消えていなく、クレブスクルムを完全に復活させるため、偶然追ってきたレムを利用し、彼女は魔王崇拝者と偽りをサドラーに伝え、魔王クレブスクルム完全復活に繋げるため、強硬手段に出たのであった。しかもガラクに短剣に姿を変えたグレゴールを渡した黒幕でもある事を、レムに告白している。しかし、覚醒したクレブスクルムをディアブロに退けられた事でオウロウらに追われてエデルガルトと共に逃走。恥を忍んで負傷したエデルガルトの治療をディアブロに頼んで自害しようとしたが、ディアブロに止められ、以後彼の言葉を曲解して忠誠を誓い、リフェリア王国打倒を目指すようになる。
ゲルメド帝国の王都侵攻の際、レムと共に元素魔術を込めた魔石で魔導機兵に対抗するが、捉えられて捕虜になり、今まで誰も適合者のいなかった最強の魔導機兵「金のゴルディノス」に適合。適合者としてディアブロらの敵となる。ゴルディノスに適合したことで髪が金色になっている。
ノア・ギブン
王国宰相。元々平民出だったが、持ち前の商才で宰相にまで成り上がった。周囲には男性だと思われていたが実は女性である。ゲルメド帝国との戦闘では前線指揮を任されていたが、最初から敗北必至である事を見越しており、また、王国の人間至上主義の再興を目論んでいたため、密かに王宮騎士団と共に撤退していた。
実はディアブロ同様、MMORPG「クロスレヴェリ」のプレイヤーであり、ディアブロより5年先のクロスレヴェリが既にサービス終了した時代から来ている。その為、魔術師としてのレベルはディアブロの倍である300を誇り、ディアブロでは手間のかかる陣の構築やスキルを用いなければならない「アポカリプスアビス」や「グラビティアビス」を準備の手間なく使用可能。しかし、ディアブロと違って「ゲームと違い死んでもコンティニューできない」という現実上、戦闘は一切避けていた為、また、クロスレヴェリ自体も片手間でやっていただけの上にゲーム難易度を極端に低下させた時代から来ている関係もあり、プレイヤースキルそのものはディアブロに遠く及ばず、飛翔魔術も満足に扱えない。元の世界ではブラック企業に勤めていたただのOLだった。本名は不明。
ディアブロの事は無軌道にあちこちを混乱させるような言動、行動しかしていないので全く信用しておらず、桁違いの強さを持つゲルメド皇帝打倒の為に自分の正体を明かし、賢聖の居所を教える事を条件に一応協力の要請は取り付けたものの、全く戦力として数えていなかった。しかし、いざゲルメド皇帝との戦いになると全く歯が立たずに王宮騎士団を皆殺しにされた挙句、飛翔魔術も扱えなかった事でクルムと融合したディアブロの邪魔にしかならず、空中で放り棄てられゲイバルトのフライングワームで回収された。

#### 教会（枢教院）関係者
ルマキーナ・ウエスエリア
声 - 伊藤美来
教会の最高権力者《大主神官》の少女。正義感、信仰心が強く聡明ではあるものの、どこか常識からズレた部分も持つ。
ディアヴロも驚愕するほどの魔力を持っており、強力な治癒や浄化を使いこなす。一方で自身に対して治癒などが効果を発揮させられないという特殊な制約を持つ。
ビジョス
声 - 鳥海浩輔
王都にある教会の枢教院の主席。教会の実質的な権限はルマキーナではなく彼が持っている。
教会の不正を正そうとするルマキーナに刺客を送り込む。しかしディアヴロ一行によって謀略が失敗した為、騒ぎに乗じて王都から脱走を試みるが王権派による証拠隠滅のために殺された。
破壊神エウロパ
声 - 蒔村拓哉
ビジョスが召喚した魔導兵器。レベル200以上。MMORPGクロスレヴェリにおいてはレイドボスとして登場した存在である。強力なバリアで攻撃を防ぎ一方的に攻撃を行うが、実は素のステータスは他のレイドボスに劣っており、バリアがなくなると大きく弱体化する。

サドラー
声 - 浪川大輔
聖騎士の男性。しかし、実態はむしろ拷問官に近い。
最低でもレベル60の魔術師であり、無詠唱で魔術を使う。スタンや石化をいきなり発生させることを「天罰」と言い、一種の信仰を得ていた。
狂信的な男であり、平然と部下を盾にすることは序の口。拷問の末に死ぬことを「神の元に召される」、魔術の才能や家柄に恵まれた自分を「神そのもの」と言ってのけている。亜人や魔族を酷く憎悪しており、捕えたレムの腕を剣で椅子に固定したり、耳を躊躇なく斬り落とそうとするなど、精神は異常を飛び越えている。
レムを瀕死にさせてクルムが復活した際は「神としての力が覚醒する」と嬉々として危機的状況を受け入れ、極大魔術「フレアバースト」が効かなかったことにも一種の悦びを感じていた。そのまま自身が神であることを疑わず、死ぬ瞬間にようやく「自分は神じゃないのか?」との疑問を浮かべながら上半身を消し飛ばされた。
ゲイバルト
声 - 興津和幸
聖騎士の男性。女性のような口ぶりで話すが召喚士としての腕は本物。
教会の命令でルマキーナの命を狙っていたが失敗し、瀕死の重傷を負うがルマキーナの祈りで救われる。その後はある人物の依頼でビジョスを含む枢教院7人を始末し、《王宮騎士団》に加わる。
カリュティナでディアヴロたちと再会する。しかし、コボルトの保護を目的とするディアブロ一行とは相いれず、三度敵対しレムに致命傷を与えるが、魔王の牙でレベルを急激に上げたレムに逆に叩きのめされて撤退した。
トリア
声 - 河瀬茉希
聖騎士の女性。教会の手から逃げるルマキーナを助ける際にゲイバルトの召喚獣（ハンターワーム）に食い殺されたように見えたが、実際は丸呑みにされた後協会に連れ込まれ、牢屋扱いされた告解室に閉じ込めらており、ビショスが敗死した後救出された。
グリューン
声 - 山本和臣
教会の聖騎士のグラスウォーカー。召喚士でスピード剣士。

### ダークエルフの国
ラフレイシャ・S・オレンジウッド
ダークエルフの国の王女。王族であるシェラにエルフの森の一部を要求する代わりに、レムの体内に残っていた魔王の残滓を取り出す儀式を行った。
昔、ダークエルフが魔王に関する知識を持っていることを理由に人族に攻められ、多くの仲間と森を奪われた過去を持つ。その際に自分達を見殺しにしたとグリーンウッド王国に悪感情を抱いていたが、実際にはグリーンウッドはオレンジウッドの救援に出陣していたものの、援軍の先頭に立っていた国王が人族の軍に生け捕られた為に足止めを食らっていたという事実を聞かされて愕然とする。
だが、永年のエルフへの怨みから『心臓の魔王』モディナラームに操られてしまい、グリーンウッド王国を襲ってしまうが、ディアヴロによって阻止されて正気を取り戻す。

### ソドマス
グラハム・ササラ
尖った犬耳のドワーフの女性。第十三代『剣聖』。年齢は17歳ほど。レベル200。
初代『剣聖』が残したとされる剣聖蕎麦を作っているが、どうにも美味しくはない。
ディアヴロたちが訪れる半年前に『剣聖』になった。複数の種類の武器を相手の属性や相性に合わせて使い分ける戦い方をする。
唯一、剣術でディアヴロに勝利していたが、後にレベルを上げてきたディアヴロに敗北し、剣聖の技を教える事になった。
先代剣聖
男性。100歳を超えている。幼かったササラを拾い育てる。ササラが剣聖の称号を受け継いだ後、消息を絶っている。

### 魔王
クレブスクルム
声 - 種﨑敦美
魂の魔王。愛称はクルム。「〜なのだ」が口癖で、ビスケットが大好き。本性は圧倒的な強さを持つ魔王だが、今は幼女として暮らしている。当初はかつての魔王としての記憶を失っていたが記憶を取り戻しても、このスタンスは変えていない。シェラが偶然持っていたビスケットが大好物となり、人族を滅ぼすとビスケットが食べられなくなる、と人を殺さない魔王。しかもレムの家系の女性達に対して｢代々不自由な人生を強いられてきたのだから魔王を恨むのも当然｣と共感までする姿を見て自分と同じ｢普通でない運命を背負わさられた普通の人物｣と同類意識を抱くまでになる。
魔王という自覚はあるが、レムやシェラに懐き(レムに懐くことはエデルガルドも予測していたが、シェラやディアヴロにまで懐いたのは想定外であった)、無遠慮な破壊に意味を見出さない。そのためオウロウやモディナラーム達生粋な魔族からは「失敗」と呼ばれる。しかし魔王としての力は全く失っておらず、レムが死にかけた時には覚醒しており、また子供の姿でもガルフォードが苦戦するほどの敵を相手に優位にたつ。
市内ではグルメな評論家として有名になっている。
一応、ディアヴロによって奴隷魔術を掛けられて行動の一部を縛られているが、それが効果を発揮しているかは不明である。
魔王クレブスクルム
目の前で自分を庇ったレムが致命傷を負わされた憎悪と悲しみでクルムが暴走した姿。甲殻類と人間が混ざったような姿をしている。パワーは圧倒的だが、幼女形態の時のような理性や知能は失われている。
ディアヴロの奥義で痛打を受けたタイミングでシェラとエミール一行によるレムの救出を知ったため、悲しみの感情が消えて鎮静化した。

モディナラーム
乱心の魔王。複数の魔王の力を取り込んでおり、その実態は最早生物ですらない力の塊。あまりにも大きな力のため、本気を出すと自壊してしまう。
しかし戦闘力は半端ではなく、土地を抉る《覆滅の炎》を始め、数々のスキルや魔術を所持している。回避しても攻撃が当たる《必中》や攻撃が効かない《鉄壁》等も所持しており、町に甚大な被害を出してガルフォードやクルム達の共同戦線が瞬く間に壊滅したほどの力を持つ。
しかし駆け付けたディアヴロの持つプレイヤーとしての知識の前に翻弄され、《覆滅の炎》を反射された事で消滅したように見えたがレムの中に避難していた。
レムに憑りつき操るも、奴隷魔術の前に行動を制限される。率いた軍団を捕食して魔力を回復し、ディアヴロに決戦を挑むが、エリクサーが＜乱心＞を消去するため弱点であることを知られ、自爆も事前に用意していたアイテムで防がれて消滅した。

### 魔族
エデルガルト
声 - 加藤英美里
肌理細かい鱗を持つ魔族の女性。魔族で1番の槍使いで、ドラゴンライダーでもある。喋り方は非常に独特で、発音が所々でブツ切りになる。
クルムの復活のために一役買う。望んでいた形ではなかったが、特に気にせず今のクルムに忠誠を誓っている。現在はビスケット代を稼ぐために化粧で素肌を隠してカフェでバイトをしている。
ガルフォードと戦うと、ディアヴロの見立てでは勝率は4割くらいらしい。
グレゴール
声 - 櫻井トオル
魔族の男性。人喰いの森で1番の魔術師。
アリシアの助力によってガラクを煽って唆し、絶命したガラクの身体を乗っ取ったことで、結界の中に侵入することに成功している。
甚大な被害を出しエミールを追い詰めた「殴り魔術師」だが、割り込んだディアヴロに完膚なきまでに叩き潰され、慈悲も聞き入れられずに魔術「ナラク」によって暗黒空間に送り込まれて消滅した。
オウロウ
声 - 北村謙次
フクロウに似た魔族の男性。
智将であり、クルムの復活に真っ先に気付いて飛んで来た。1度はディアヴロに敗れて去るものの、再登場した時はモディナラームを復活させて嗾けると同時、侵略の為の軍を率いた。
バナクネス
声 - 立花慎之介
魔王軍の大将軍。魔族を統治し、すべての人間を自害させようと企んでいる。強い女性が好みで、ラムニテスを強引に手に入れようとしている。戦闘能力が高い3人の妻を持つ。魔王軍の大軍を率いてジルコンタワー市を襲撃し、ラムニテスの部隊を圧倒するが、ディアヴロたちの乱入によって戦局が悪化。同時に一夫多妻のハーレムっぷりを見て、リア充に対する嫉妬心を爆発させたディアヴロに、妻たち共々敗北し消滅した。

## 世界観
ディアヴロのプレイしていたMMORPG、クロスレヴェリとよく似た世界。地理などは概ねゲームと同じだが、ゲーム内よりもより現実的な広さ・大きさとなっている。
クロスレヴェリでは設定の上でしか言及されていなかったものや未実装だった要素まで存在しており、ゲーム側が異世界を元ネタにした可能性も浮上している。ディアヴロ以外にも現実世界から召喚された人物は複数おり、それぞれ元の世界から大きく時間軸のずれた時間軸から召喚されている場合もある。実際にディアヴロが召喚された時間軸上でのクロスレヴェリの限界レベルは150だったが、300にまで達している時間軸から召喚されている者もいる。なお、クロスレヴェリ自体はディアヴロがいた時代から5年ほどでコンテンツが行き詰まってサービス終了している。
神と魔王が存在していたが、神により魔王は幾つもの欠片に分割されて封印された。欠片となった魔王は復活し活動しているものがいるが、神は現状、直接出てきてはいない。
レベルの概念はあるが、確実な数値としては把握出来てはおらず、自己申告や他者の評価によっておおよその数値が把握出来る。

### 種族

#### 人族
神族の末裔とされる種族。人間以外の種族は亜人と呼ばれる。
人間
異世界において、人族の半数を占める種族。現実における人間と身体的にほぼ同一。
他種族を差別したり、攻め入ったりした過去があるために亜人とは少し距離がある。
エルフ
耳が長く、美しい容姿を持つものが多い種族。基本的にエルフの女性はスレンダー（悪く言えば貧乳）。
長寿な種族であり、弓術や隠密に優れたものが多い。
人族の中で最も神に近い種族とされる。
ダークエルフ
褐色肌のエルフ。魔族の血が混ざっているとの言い伝えから迫害を受けた歴史がある。ダークエルフの女性はグラマーである場合が多い。
分類上はエルフの亜種として扱われる。
豹人族
ネコ科のような耳と尻尾を持つ種族。黒豹の毛並みは稀。男性は体格が良く、女性は胸が豊か。
筋力と敏捷性に優れる一方で、精神力の値はあまり高くはない。
生肉を食べても腹痛などを起こさないらしい。
豹人族の汗などは臭くない。
グラスウォーカー
うさぎのような耳と尾をもつ小柄な種族。十代前半程度で外見が老いなくなる。但し、寿命自体は人間とほぼ変わらない。
俊敏性と聴力に優れている一方で、防御力は低め。
ドワーフ
犬のような耳と低めの身長が特徴的な種族。男性はある程度の歳までに濃い髭が生え揃い、女性は身長は低いままだが胸が大きくなり顔が大人びる。
魔術は不得意であるものの、頑強であり物づくりにも長ける。
混魔族（ディーマン）
顔に痣がある種族。魔族の血が混ざっているとされ、人族内はおろか魔族からすらも差別の対象となる場合がある。
身体能力が低めだが、人族で魔術の扱いに最も適しているとされる。

#### その他の種族
神族
その昔、魔王を幾重にも分割して封印したとされる存在。人族は神族の末裔であるとされる。一部の人族に才能を与えたりすることはあるものの、出来事への直接的な干渉はほぼ行ってこない。「族」と冠しているものの、その存在が単一なのか複数なのかも不明。
魔王
かつては単一の存在だったが、神族に敗れた際に砕かれて封じられた。現存する魔王たちはその砕かれた欠片とされ、それぞれ異なった能力を有する。共通する特徴として、万全の状態であれば魔力を無尽蔵に汲み出す事が可能。魔族に力を与え強化したり、魔獣を生み出すことができる。
魔族
魔王の眷属とされる種族。魔王の力を受けることで強化される。容姿は人族に近い者から化け物のような者まで様々である。人族を殺し、恐怖を振りまく事を目的とするため、「正面から実力を示すことに意味がある」や「目上の魔族の戦闘に対する手出しは失礼」などといった矜持を持つ。息絶えた場合は死体が残らず、粒子となって消失する。好戦的な「バァル派」、穏健な「オウロウ派」、そのどちらでもない「エデルガルト派」の3つの派閥が内部に存在しており、同族でも派閥が違えば殺し合いを始めることがある。
獣人族
人族に近い容姿を持つが、様々な理由により人族とは認められていない種族。モンスター扱いされる場合もあるが、全てが敵対的であるわけではない。作中では鬼、ラミア、ドリアード、コボルトが確認されている。

## 制作背景
著者のむらさきゆきやは、当時ファンタジーはWEB発でないと売れないという風潮があったとしており、それは間違っていると考えていた。そして、レーベル発でも読んでもらえることを信じて、イラスト担当となる鶴崎貴大と共に本作の企画を立ち上げた。本作は「メインヒロインがエルフ」「首輪がある」「タイトルに奴隷と付いている」ことから最初の編集者には断られたが、講談社ラノベ文庫の編集者から「このまま出しましょう！」と返答があり、刊行に至ることとなった。

## 既刊一覧

### 小説
- むらさきゆきや（著）・鶴崎貴大（イラスト） 『異世界魔王と召喚少女の奴隷魔術』 講談社〈講談社ラノベ文庫〉、既刊14巻（2021年6月2日現在）
  1. 2014年12月2日第1刷発行（同日発売[26]）、ISBN 978-4-06-381433-0
  2. 2015年5月1日第1刷発行（同日発売[27]）、ISBN 978-4-06-381461-3
  3. 2015年9月2日第1刷発行（同日発売[28]）、ISBN 978-4-06-381487-3
  4. 2016年2月2日第1刷発行（同日発売[29]）、ISBN 978-4-06-381513-9
  5. 2016年6月2日第1刷発行（同日発売[30]）、ISBN 978-4-06-381541-2
  6. 2016年9月30日第1刷発行（同日発売[31]）、ISBN 978-4-06-381557-3
  7. 2017年3月2日第1刷発行（同日発売[32]）、ISBN 978-4-06-381589-4
  8. 2017年8月2日第1刷発行（同日発売[33]）、ISBN 978-4-06-381619-8
  9. 2018年2月2日第1刷発行（同日発売[34]）、ISBN 978-4-06-381643-3
  10. 2018年6月29日第1刷発行（同日発売[35]）、ISBN 978-4-06-512645-5
  11. 2018年10月2日第1刷発行（同日発売[36]）、ISBN 978-4-06-513796-3
  12. 2019年4月25日第1刷発行（5月2日発売[37][38]）、ISBN 978-4-06-515618-6 / ISBN 978-4-06-516122-7（限定版）
  13. 2020年5月29日第1刷発行（6月2日発売[39]）、ISBN 978-4-06-519445-4
  14. 2021年5月31日第1刷発行（6月2日発売[40]）、ISBN 978-4-06-523735-9

### 漫画
『水曜日のシリウス』（ニコニコ静画）にて2015年6月24日より配信中。漫画は福田直叶が担当している。
- むらさきゆきや（原作）・鶴崎貴大（キャラクター原案）・福田直叶（作画） 『異世界魔王と召喚少女の奴隷魔術』 講談社〈シリウスKC〉、既刊27巻（2025年8月7日現在）
  1. 2016年2月2日第1刷発行（同日発売[41]）、ISBN 978-4-06-376596-0
  2. 2016年6月2日第1刷発行（同日発売[42]）、ISBN 978-4-06-390637-0
  3. 2016年9月30日第1刷発行（同日発売[43]）、ISBN 978-4-06-390657-8
  4. 2017年3月9日第1刷発行（同日発売[44]）、ISBN 978-4-06-390687-5
  5. 2017年8月9日第1刷発行（同日発売[45]）、ISBN 978-4-06-390723-0
  6. 2018年2月2日第1刷発行（同日発売[46]）、ISBN 978-4-06-510795-9
  7. 2018年7月9日第1刷発行（同日発売[47]）、ISBN 978-4-06-511981-5
  8. 2018年12月6日第1刷発行（同日発売[48]）、ISBN 978-4-06-514075-8
  9. 2019年5月9日第1刷発行（同日発売[49]）、ISBN 978-4-06-515400-7
  10. 2019年10月9日第1刷発行（同日発売[50]）、ISBN 978-4-06-517217-9
  11. 2020年4月9日第1刷発行（同日発売[51]）、ISBN 978-4-06-519084-5
  12. 2020年10月9日第1刷発行（同日発売[52]）、ISBN 978-4-06-520904-2
  13. 2021年3月9日第1刷発行（同日発売[53]）、ISBN 978-4-06-522506-6
  14. 2021年6月9日第1刷発行（同日発売[54]）、ISBN 978-4-06-522506-6
  15. 2021年9月9日第1刷発行（同日発売[55]）、ISBN 978-4-06-524775-4
  16. 2022年1月7日第1刷発行（同日発売[56]）、ISBN 978-4-06-526564-2
  17. 2022年4月7日第1刷発行（同日発売[57]）、ISBN 978-4-06-527390-6
  18. 2022年7月7日第1刷発行（同日発売[58]）、ISBN 978-4-06-528254-0
  19. 2022年11月9日第1刷発行（同日発売[59]）、ISBN 978-4-06-529673-8
  20. 2023年3月9日第1刷発行（同日発売[60]）、ISBN 978-4-06-531500-2
  21. 2023年8月8日第1刷発行（同日発売[61]）、ISBN 978-4-06-532717-3
  22. 2023年12月7日第1刷発行（同日発売[62]）、ISBN 978-4-06-533824-7
  23. 2024年4月9日発売[63]、ISBN 978-4-06-535211-3
  24. 2024年8月7日発売[64]、ISBN 978-4-06-536442-0
  25. 2024年12月9日発売[65]、ISBN 978-4-06-537710-9
  26. 2025年4月9日発売[66]、ISBN 978-4-06-539074-0
  27. 2025年8月7日発売[67]、ISBN 978-4-06-540291-7

## テレビアニメ
2018年3月にテレビアニメ化が発表され、第1期は2018年7月から9月までAT-Xほかにて放送された。
2020年4月に第2期の制作が発表され、『異世界魔王と召喚少女の奴隷魔術Ω』のタイトルで2021年4月から6月までTBSテレビほか『アニメリコ』枠にて放送された。同年4月28日には、第2期第2話にバーチャルYouTuberの兎田ぺこらを想起させるモブキャラクターが登場したことについて、製作委員会が公式Twitterアカウントを通じて謝罪し、同キャラクターの一部修正および差し替えを実施した。

### スタッフ
|                                                               | 第1期                                                                        | 第2期                                                                                     |
| ------------------------------------------------------------- | ---------------------------------------------------------------------------- | ----------------------------------------------------------------------------------------- |
| 原作                                                          | むらさきゆきや                                                               | むらさきゆきや                                                                            |
| キャラクター原案                                              | 鶴崎貴大                                                                     | 鶴崎貴大                                                                                  |
| 監督                                                          | 村野佑太                                                                     | 桑原智                                                                                    |
| シリーズ構成                                                  | 筆安一幸                                                                     | 筆安一幸                                                                                  |
| キャラクターデザイン                                          | 金子志津枝                                                                   | 金子志津枝                                                                                |
| モンスターデザイン アクション作画監督 （第1期）               | 宮本雄岐                                                                     | 川石テツヤ                                                                                |
| プロップデザイン                                              | 中島裕一                                                                     | 川石テツヤ                                                                                |
| 美術監督                                                      | 岡本穂高                                                                     | 斉藤雅己                                                                                  |
| 色彩設計                                                      | 大塚奈津子                                                                   | 油谷ゆみ                                                                                  |
| 撮影監督                                                      | 佐藤哲平                                                                     | 設楽希                                                                                    |
| 編集                                                          | 吉武将人                                                                     | 内田渉                                                                                    |
| 音響監督                                                      | 本山哲                                                                       | 本山哲                                                                                    |
| 音楽                                                          | 加藤裕介                                                                     | 加藤裕介                                                                                  |
| 音楽                                                          | N/A                                                                          | 山下洋介                                                                                  |
| 音楽制作                                                      | DIVE II entertainment                                                        | エイベックス・ピクチャーズ                                                                |
| 音楽プロデューサー （第1期） 音楽制作プロデューサー （第2期） | 村上貴志、佐藤宏次                                                           | 佐藤翔太                                                                                  |
| プロデューサー                                                | 古川慎、百田英生、宮城惣次                                                   | 古川慎、百田英生、宮城惣次                                                                |
| プロデューサー                                                | 村上貴志、山岡勇輝、渡瀬昌太 小澤慎一朗、鈴木誠二、塩谷佳之 落合剛、馬場楊子 | 伊藤將彦、黒須信彦、吉田雄哉 大須賀翔                                                     |
| アニメーション プロデューサー                                 | 荒川勇人                                                                     | 大澤宏志                                                                                  |
| アニメーション制作                                            | 亜細亜堂                                                                     | 手塚プロダクション オクルトノボル                                                         |
| 製作協力（第2期）                                             | N/A                                                                          | クランチロール エイベックス・ピクチャーズ グリー、講談社、81プロデュース クロックワークス |
| 製作                                                          | 異世界魔王製作委員会                                                         | 異世界魔王Ω製作委員会、TBS                                                                |

### 主題歌
「DeCIDE」
SUMMONERS 2+（芹澤優、和氣あず未、原由実、大久保瑠美、加藤英美里）による第1期オープニングテーマ。作詞は唐沢美帆、作曲・編曲は加藤裕介。
「最悪な日でもあなたが好き。」
芹澤優による第1期エンディングテーマ。作詞・作曲・編曲はHoneyWorks。
「EVERYBODY! EVERYBODY!」
芹澤 優 with DJ KOO & MOTSUによる第2期オープニングテーマ。作詞・作曲はMOTSU、編曲は大久保薫。
「YOU YOU YOU」
芹澤 優 with DJ KOO & MOTSUによる第2期エンディングテーマ。作詞・作曲・編曲はMOTSU。
「頑張っている君だから」
シェラ（芹澤優）&レム（和氣あず未）&ルマキーナ（伊藤美来）&ホルン（内村史子）による第2期第4話挿入歌。作詞・作曲・編曲はオオヤギヒロオ。

### 各話リスト
| 話数     | サブタイトル | 脚本           | 絵コンテ            | 演出                | 作画監督                                                                                      | 総作画監督                                                                  | 初放送日      |       |       |       |       |       |       |       |       |       |       |       |       |       |       |       |       |       |
| 第1期    | 第1期        | 第1期          | 第1期               | 第1期               | 第1期                                                                                         | 第1期                                                                       | 第1期         | 第1期 | 第1期 | 第1期 | 第1期 | 第1期 | 第1期 | 第1期 | 第1期 | 第1期 | 第1期 | 第1期 | 第1期 | 第1期 | 第1期 | 第1期 | 第1期 | 第1期 |
| -------- | ------------ | -------------- | ------------------- | ------------------- | --------------------------------------------------------------------------------------------- | --------------------------------------------------------------------------- | ------------- | ----- | ----- | ----- | ----- | ----- | ----- | ----- | ----- | ----- | ----- | ----- | ----- | ----- | ----- | ----- | ----- | ----- |
| 第一話   | 魔王演技     | 筆安一幸       | 村野佑太            | 根岸宏樹            | 遠藤江美子                                                                                    | 西岡夕樹                                                                    | 2018年 7月5日 |       |       |       |       |       |       |       |       |       |       |       |       |       |       |       |       |       |
| 第二話   | 最強新人     | 筆安一幸       | 藤森雅也            | 関根昌之            | 遠藤江美子                                                                                    | 西岡夕樹                                                                    | 7月12日       |       |       |       |       |       |       |       |       |       |       |       |       |       |       |       |       |       |
| 第三話   | 魔族襲来     | 筆安一幸       | 村野佑太            | 境橋渡              | 加藤茂 有働弥生                                                                               | 西岡夕樹                                                                    | 7月19日       |       |       |       |       |       |       |       |       |       |       |       |       |       |       |       |       |       |
| 第四話   | 迫撃乱舞     | 筆安一幸       | 藤森雅也            | 根岸宏樹            | 遠藤江美子 関根昌之                                                                           | 西岡夕樹                                                                    | 7月26日       |       |       |       |       |       |       |       |       |       |       |       |       |       |       |       |       |       |
| 第五話   | 国家騎士     | 筆安一幸       | 髙橋亨              | 神原敏昭            | 飯飼一幸 成松義人 柳孝相 門智昭 STUDIO MASSKET                                                | 西岡夕樹                                                                    | 8月2日        |       |       |       |       |       |       |       |       |       |       |       |       |       |       |       |       |       |
| 第六話   | 奴隷市場     | 筆安一幸       | もりたけし          | 古賀一臣            | 粟井重紀 齋藤香織 飯塚葉子 西岡夕樹 遠藤江美子                                                | 西岡夕樹                                                                    | 8月9日        |       |       |       |       |       |       |       |       |       |       |       |       |       |       |       |       |       |
| 第七話   | 人心変転     | 筆安一幸       | 村野佑太            | 高木由絵            | 李普螺                                                                                        | 西岡夕樹                                                                    | 8月16日       |       |       |       |       |       |       |       |       |       |       |       |       |       |       |       |       |       |
| 第八話   | 英雄驀進     | 筆安一幸       | 藤森雅也            | 根岸宏樹            | 藤森雅也 ジャカルタ カルカッタ 軽田 柳田義明 海谷敏久 西岡夕樹 遠藤江美子                     | 西岡夕樹                                                                    | 8月23日       |       |       |       |       |       |       |       |       |       |       |       |       |       |       |       |       |       |
| 第九話   | 聖騎士譚     | 筆安一幸       | もりたけし          | 神原敏昭            | 門智昭 熊谷香代子 大橋勇吾 飯飼一幸 マスケット                                                | 西岡夕樹                                                                    | 8月30日       |       |       |       |       |       |       |       |       |       |       |       |       |       |       |       |       |       |
| 第十話   | 魔王復活     | 筆安一幸       | 村野佑太            | 国崎友也            | 渡辺浩二 飯飼一幸 西岡夕樹 遠藤江美子                                                         | 西岡夕樹                                                                    | 9月6日        |       |       |       |       |       |       |       |       |       |       |       |       |       |       |       |       |       |
| 第十一話 | 幼女覚醒     | 筆安一幸       | もりたけし          | 古賀一臣            | 松本文男 栗井重紀                                                                             | 西岡夕樹                                                                    | 9月13日       |       |       |       |       |       |       |       |       |       |       |       |       |       |       |       |       |       |
| 最終話   | 真贋対戦     | 筆安一幸       | 村野佑太 藤森雅也   | 根岸宏樹 高木由絵   | 藤森雅也 ジャカルタ カルカッタ 軽田 桜井正明 季普螺 西岡夕樹 遠藤江美子                       | 西岡夕樹                                                                    | 9月20日       |       |       |       |       |       |       |       |       |       |       |       |       |       |       |       |       |       |
| 第2期    |              |                |                     |                     |                                                                                               |                                                                             |               |       |       |       |       |       |       |       |       |       |       |       |       |       |       |       |       |       |
| 第1話    | 大主神官     | 筆安一幸       | 桑原智              | 吉村文宏            | たかはしなぎさ 清水健一 Kim Bong-duk Jo Eun-Kyung Han Eun-mi Song Hyeon-ju                    | 氏家章雄 米本奈苗 ウクレレ善似郎 たかはしなぎさ 山内玲奈                    | 2021年 4月9日 |       |       |       |       |       |       |       |       |       |       |       |       |       |       |       |       |       |
| 第2話    | 聖騎士長     | 筆安一幸       | 桑原智              | 球野たかひろ        | 門智昭 赤尾良太郎 飯飼一幸 鷲田敏弥 斎藤雅和                                                  | 渡辺浩二                                                                    | 4月16日       |       |       |       |       |       |       |       |       |       |       |       |       |       |       |       |       |       |
| 第3話    | 背徳儀式     | 筆安一幸       | 桑原智              | 山内東生雄          | 内田裕 宮田奈保美 高瀬ゆりこ Jang Gil-yong Hong Yu-mi Kim Bo-kyoung Seo Soon-young Han Eun-mi | 氏家章雄 米本奈苗 たかはしなぎさ 山内玲奈                                   | 4月23日       |       |       |       |       |       |       |       |       |       |       |       |       |       |       |       |       |       |
| 第4話    | 固有領域     | 筆安一幸       | 桑原智              | 吉村文宏            | 内田裕 高瀬ゆりこ Kim Bong-deok Woo Geum-yeong Lee Gwang-Woo Cho Eung-yeong Yoo Seung-hui     | 氏家章雄 米本奈苗 ウクレレ善似郎 たかはしなぎさ 山内玲奈 Re岳 荻野美希      | 4月30日       |       |       |       |       |       |       |       |       |       |       |       |       |       |       |       |       |       |
| 第5話    | 黒竜激突     | 森田眞由美     | 桑原智              | よしもときんじ      | 岩崎令奈 ビート                                                                               | 氏家章雄 ウクレレ善似郎 Re岳                                                | 5月7日        |       |       |       |       |       |       |       |       |       |       |       |       |       |       |       |       |       |
| 第6話    | 魔王軍戦     | 森田眞由美     | 桑原智              | 波多正美            | 前田義宏 栄海霞 諸葛子敬 趙越 劉泉                                                            | 氏家章雄 米本奈苗 たかはしなぎさ 山内玲奈 ウクレレ善似郎 小山ゆうき         | 5月14日       |       |       |       |       |       |       |       |       |       |       |       |       |       |       |       |       |       |
| 第7話    | 魔王幼女     | むらさきゆきや | セトウケンジ 桑原智 | 吉田俊司            | 門智昭 赤尾良太郎 鷲田敏弥 熊谷香代子 飯飼一幸 酒井KEI                                        | 渡辺浩二                                                                    | 5月21日       |       |       |       |       |       |       |       |       |       |       |       |       |       |       |       |       |       |
| 第8話    | 王都来訪     | 森田眞由美     | 桑原智              | 吉村文宏            | ビート KIM BONG-DUK JO EUN-KYUNG Woo Geum-Yung LEE GWAN-WOO KIM HYEON-GYEONG                  | 氏家章雄 米本奈苗 たかはしなぎさ 山内玲奈 ウクレレ善似郎 小山ゆうき         | 5月28日       |       |       |       |       |       |       |       |       |       |       |       |       |       |       |       |       |       |
| 第9話    | 教会雷撃     | 筆安一幸       | 桑原智              | 山内東生雄 上間由梨 | Kim Sung-Bum Hwang Ii-jin Yeom Kyung-duk Park Ae-ri Lee Min-Bae Hong Yu-mi Kwon Hyuk-jung     | 氏家章雄 前田義宏 たかはしなぎさ 山内玲奈 ウクレレ善似郎 諸葛子敬 劉泉 Re岳 | 6月4日        |       |       |       |       |       |       |       |       |       |       |       |       |       |       |       |       |       |
| 第10話   | 神様演技     | むらさきゆきや | 桑原智              | 吉村文宏            | Kim Bo-kyung Hong Yoo-mi Hwang Il-jin Kwon Hyuk-jeong                                         | 氏家章雄 米本奈苗 たかはしなぎさ ウクレレ善似郎 小山ゆうき ビート Re岳      | 6月11日       |       |       |       |       |       |       |       |       |       |       |       |       |       |       |       |       |       |

### 放送局
| 放送期間               | 放送時間                     | 放送局     | 対象地域 | 備考                                 |
| ---------------------- | ---------------------------- | ---------- | -------- | ------------------------------------ |
| 2018年7月5日 - 9月20日 | 木曜 21:30 - 22:00           | AT-X       | 日本全域 | 製作参加 / CS放送 / リピート放送あり |
|                        | 木曜 22:00 - 22:30           | TOKYO MX   | 東京都   | 製作参加                             |
| 2018年7月6日 - 9月21日 | 金曜 0:00 - 0:30（木曜深夜） | BSフジ     | 日本全域 | BS放送 / 『アニメギルド』枠          |
|                        | 金曜 2:00 - 2:30（木曜深夜） | サンテレビ | 兵庫県   |                                      |

| 配信開始日    | 配信時間                     | 配信サイト |
| ------------- | ---------------------------- | --- |
| 2018年7月6日  | 金曜 12:00 更新              | dアニメストア ニコニコチャンネル |
| 2018年7月9日  | 月曜 12:00 更新              | dTV TSUTAYA TV PlayStation Video ひかりTV Rakuten TV DMM.com ビデオマーケット music.jp J:COMオンデマンド GYAO!ストア HAPPY!動画 ムービーフルplus U-NEXT アニメ放題 あにてれ Netflix Amazonプライム・ビデオ GYAO! |
| 2018年7月10日 | 火曜 0:30 - 1:00（月曜深夜） | AbemaTV |
| 2018年7月11日 | 水曜 12:00 更新              | バンダイチャンネル |
| 2018年7月12日 | 木曜 12:00 更新              | ビデオパス J:COMオンデマンド メガパック |
| 2018年8月4日  | 土曜 0:00 - 0:27（金曜深夜） | ANIMAX on PlayStation |

| 放送期間                | 放送時間                                                           | 放送局         | 対象地域   | 備考                                         |
| ----------------------- | ------------------------------------------------------------------ | -------------- | ---------- | -------------------------------------------- |
| 2021年4月9日 - 6月11日  | 金曜 1:28 - 1:58（木曜深夜）                                       | TBSテレビ      | 関東広域圏 | 製作局 / 字幕放送                            |
| 2021年4月18日 - 6月13日 | 日曜 1:00 - 1:30（土曜深夜）                                       | TBSチャンネル1 | 日本全域   | CS放送 / リピート放送あり                    |
|                         | 日曜 2:00 - 2:30（土曜深夜） 日曜 2:00 - 3:00（4月18日 / 5月23日） | BS-TBS         | 日本全域   | BS/BS4K放送 / 初回 及び 5月23日は2話連続放送 |

| 配信開始日    | 配信時間                   | 配信サイト                                                                                  |
| ------------- | -------------------------- | ------------------------------------------------------------------------------------------- |
| 2021年4月9日  | 金曜 2:00（木曜深夜） 更新 | dアニメストア ニコニコチャンネル                                                            |
|               | 金曜 12:00 更新            | Playstation Video Rakuten TV ムービーフルplus                                               |
| 2021年4月12日 | 月曜 0:00（日曜深夜） 更新 | dTV FOD Netflix U-NEXT アニメ放題 クランクインビデオ J:COMオンデマンド TELASA Milplus ABEMA |
|               | 月曜 22:30 - 23:00         | ニコニコ生放送                                                                              |
| 2021年4月13日 | 火曜 12:00 更新            | DMM.com GYAO! GYAO!ストア music.jp ビデオマーケット HAPPY!動画                              |
| 2021年4月16日 | 金曜 19:00 更新            | TSUTAYA TV                                                                                  |

| TBSテレビ アニメリコ | TBSテレビ アニメリコ            | TBSテレビ アニメリコ                                                        |
| 前番組               | 番組名                          | 次番組                                                                      |
| -------------------- | ------------------------------- | --------------------------------------------------------------------------- |
| 五等分の花嫁∬        | 異世界魔王と召喚少女の奴隷魔術Ω | まちカドまぞく （第1期・再放送） （ここまで『アニメリコ』） ※アニメ枠は継続 |

### BD
| 巻    | 発売日         | 収録話         | 規格品番     |
| 第1期 | 第1期          | 第1期          | 第1期        |
| ----- | -------------- | -------------- | ------------ |
| Vol.1 | 2018年9月28日  | 第1話 - 第4話  | EYXA-12028   |
| Vol.2 | 2018年11月30日 | 第5話 - 第8話  | EYXA-12029   |
| Vol.3 | 2019年1月25日  | 第9話 - 第12話 | EYXA-12030   |
| 第2期 |                |                |              |
| Vol.1 | 2021年6月25日  | 第1話 - 第3話  | EYXA-13368/B |
| Vol.2 | 2021年7月30日  | 第4話 - 第7話  | EYXA-13369/B |
| Vol.3 | 2021年8月27日  | 第8話 - 第10話 | EYXA-13370/B |

### Web番組
シェラ・L・グリーンウッド役の芹澤優とレム・ガレウ役の和氣あず未による動画番組『異世界魔王と芹澤優と和氣あず未』が2018年6月28日から10月5日までHiBiKi Radio Stationにて月2回配信された。
2021年4月5日より芹澤優と和氣あず未の番組『わきことせりこ』内にてコラボコーナー「わきことせりこと異世界魔王」を配信。

## ゲーム
『異世界魔王と召喚少女の奴隷魔術X Reverie』
スマートフォン用ソーシャルゲームとして2018年8月28日にリリース。2022年1月31日をもってサービス終了。

『異世界魔王と召喚少女の奴隷魔術-マスターリベレーション-』
スマートフォンおよびPC用HTML5ゲームが2019年12月20日にリリース。略称は『異世界魔王ML』。2021年10月31日をもってサービス終了。